# Thymidine diphosphate
La thymidine diphosphate (TDP), parfois appelée désoxythymidine diphosphate (dTDP), est un désoxynucléotide constitué de pyrophosphate et de thymidine, nucléoside lui-même constitué de thymine et de désoxyribose.